# La Béarnaise
Cet article possède un paronyme, voir Béarnaise.
La Béarnaise est un opéra-comique en trois actes, mis en musique par André Messager sur un livret français de Eugène Leterrier et Albert Vanloo.

## Historique
Le succès de La fauvette du temple au début de 1885 a ouvert les portes à André Messager. Delphine Ugalde, qui venait de prendre la direction des Bouffes, a choisi pour sa première production La Béarnaise. Lorsque les répétitions ont commencé, le chanteur principal a été jugé incapable de tenir le rôle principal. Au début, on pensait que ce serait sa fille, Marguerite Ugalde, qui serait recrutée, mais le directeur a alors pris Jeanne Granier, qui, après avoir entendu seulement des extraits du premier acte, a assumé le double rôle de Jacquette-Jacquet. Sortant de sa semi-retraite, Granier a assuré le succès de la pièce.
La Béarnaise a été créée aux Bouffes-Parisiens le 12 décembre 1885. La pièce a été jouée 20 fois cette année-là et 44 en 1886. Une partition vocale est publiée l'année suivante. Ce fut un succès immédiat qui a été confirmé à Londres en 1886 et à New York l'année suivante. Elle a été produite à Budapest en 1886, à Prague en 1892 et au Trianon-Lyrique à Paris le 11 mars 1925.

## Rôles
| Rôle              | Voix          | Distribution lors de la création, le 12 décembre 1885 (Chef d'orchestre: André Messager) |
| ----------------- | ------------- | ---------------------------------------------------------------------------------------- |
| Jacquette-Jacquet | soprano       | Jeanne Granier                                                                           |
| Bianca            | soprano       | Mily-Meyer                                                                               |
| Bettina           | soprano       | Feljas                                                                                   |
| L'hôtelière       | mezzo-soprano | Ducouret                                                                                 |
| Carlo             | ténor         | B Paravicini                                                                             |
| Perpignac         | ténor         | Eugène Vauthier                                                                          |
| Pomponio          | baryton       | Édouard Maugé                                                                            |
| Girafo            | basse         | Gerpré                                                                                   |
| Le duc            | ténor         | Murator                                                                                  |
| Grabasson         | baryton       | Durieu                                                                                   |
| Cadet             | baryton       | Guerchot                                                                                 |

## Synopsis
L'action se déroule à Parme à la fin du XVIe siècle. 
Le capitaine Perpignac de Béarn, est un fanfaron, un coureur de jupons et un duelliste. Arrivé à Paris, il avait commencé une liaison avec Gabrielle, mais, découvert par le roi Henri IV, il est envoyé à Parme par ce dernier, avec une lettre à remettre au duc. Dans la lettre, Henri demande au duc d'engager Perpignac dans ses gardes avec un brevet d'officier. Le duc doit lui interdire d'approcher une femme pendant quarante jours. À peine a-t-il commencé sa punition qu'il aperçoit une jolie veuve nommée Bianca. Sa cousine Jacquette, secrètement amoureuse de lui, voyage à sa recherche déguisée en homme. Jacquette est arrivée à Parme juste à temps car Perpignac est sur le point de désobéir aux ordres du roi Henri. Comme un ami aimant, elle devient le gardien de son cousin déguisée en homme. Elle compromet Bianca ce qui fait que le mariage doit avoir lieu.
Jacquette, maintenant Jacquet, tout de blanc vêtu, va à contre-cœur épouser la jeune et belle Bianca, mais conjure Perpignac de lui éviter la nuit de noces ... Ce dernier étant prêt à accepter, Jacquette devient jalouse et tout se découvre. En fin de compte, Bianca, qui était aimée par le chambellan du duc de Parme, cède aux charmes de ce chevalier Pomponio, et la béarnaise Jacquette retourne au Béarn mariée avec Perpignac.

## Liste des airs
| n°        | Nom                         | Incipit                              | Personnages                                                            |
| --------- | --------------------------- | ------------------------------------ | ---------------------------------------------------------------------- |
| Ouverture |                             |                                      |                                                                        |
| Acte I.   |                             |                                      |                                                                        |
| 01        | Introduction                | C'est l'heure de midi                | Chœurs                                                                 |
| 02        | Sérénade                    | Sous ton balcon, qui chante ?        | Pomponio, Musiciens                                                    |
| 03        | Couplets de Bianca          | C'est si charmant le veuvage         | Bianca                                                                 |
| 04        | Chœur et Scène              | Ah ! le singulier personnage !       | Chœurs                                                                 |
|           | Couplets de Perpignac       | Eh ! quoi ! cela vous étonne ?       | Perpignac, Chœurs                                                      |
| 05        | Chœur                       | Voici le Duc qui fait sa promenade   | Chœurs                                                                 |
| 06        | Ensemble                    | Quarante jours !                     | Perpignac, Pomponio, Cadet, le Duc, Girafo, Chœurs                     |
| 07        | Couplets de Jacquette       | Eh ! là ! papa, tu me fais rire      | Jacquette                                                              |
| 08        | Couplets de Jacquet         | Pour mes tours et pour mes malices   | Jacquette                                                              |
| 09        | Final                       | Les voilà, ils sont là               | Jacquette, Bianca, Perpignac, Cadet, le Duc, Girafo, Grabassou, Chœurs |
| Acte II.  |                             |                                      |                                                                        |
| 10        | Morceau d'ensemble          | Le son des cloches nous appelle      | Chœurs                                                                 |
| 11        | Couplets                    | Très souvent à la devanture          | Pomponio                                                               |
| 12        | Chœur et Scène              | Ils ont dit oui                      | Jacquette, Bianca, Perpignac, Pomponio, Chœurs                         |
|           | Madrigal                    | Chacun, madame, à votre aspect       | Perpignac                                                              |
| 13        | Morceau d'ensemble          | Bonsoir, monsieur, madame            | Jacquette, Bianca, Perpignac, Pomponio, Chœurs                         |
|           | Chanson à boire             | C'est du vin de Gascogne             | Jacquette                                                              |
|           | Berceuse                    | Fais nono, mon bel enfantoux         | Jacquette                                                              |
| 14        | Couplets                    | Pour un détail, une nuance           | Bianca                                                                 |
| 15        | Trio                        | Il dort !                            | Jacquette, Bianca, Perpignac                                           |
| 16        | Duo                         | Approche ici !                       | Jacquette, Perpignac                                                   |
| 17        | Final : Chœur et Scène      | Cette fois, victoire !               | Jacquette, Pomponio, le Duc, Girafo, Grabassou, Chœurs                 |
|           | Final : Chanson villageoise | Je suit un' pauvr' fill' de campagn' | Jacquette                                                              |
|           | Final : Strette             | On les mariera                       | Jacquette, Perpignac, Pomponio, le Duc, Grabassou, Chœurs              |
| Acte III. |                             |                                      |                                                                        |
| 18        | Chœur et Scène              | Au dernier rayon de lune             | Chœurs                                                                 |
|           | Couplets                    | Oui je suis votre capitaine          | Perpignac                                                              |
| 18bis     | Sortie                      |                                      |                                                                        |
| 19        | Duetto militaire            | Militaire, approchez                 | Jacquette, Perpignac                                                   |
| 20        | Chœur                       | C'est notre souverain !              | Chœurs                                                                 |
| 20bis     | Sortie                      |                                      |                                                                        |
| 21        | Duetto                      | On me trouve assez chiffonné         | Bianca, Pomponio                                                       |
| 22        | Quintette                   | Ah ! la chose est particulière       | Jacquette, Bianca, Perpignac, Pomponio, Girafo                         |
| 23        | Couplets de Jacquette       | Je viens d'être compromise           | Jacquette                                                              |
| 24        | Final                       | Il s'agit d'une requête              | Jacquette, Chœurs                                                      |